# Deudas (serie de televisión)
Deudas (originalmente titulada Deudas y desengaños) es una serie española de comedia negra creada por Daniel Écija originalmente para Antena 3 y Atresplayer Premium. Es la tercera serie producida por la nueva productora de Écija, Good Mood, después de Estoy vivo (a partir de la tercera temporada) y La valla. Está protagonizada por Carmen Maura, Salva Reina, Carmen Ruiz, Mona Martínez, Javi Coll, Ibrahim Al Shami, Ana Verónica Schultz, Pedro Ángel Roca, María de Nati, Miguel Ángel Martín, Cristina Peña, Roberto Mateos, Fede Rey, Michael John Treanor y Carmen Canivell.
La serie se estrenó por primera vez el 24 de enero de 2021 en Atresplayer Premium, finalizando el 18 de abril de 2021. Aunque originalmente tuvo previsto su estreno en televisión tradicional en Antena 3, finalmente se estrenó en laSexta el 26 de octubre de 2023.

## Trama
La serie se enfoca en la dura y salvaje rivalidad entre dos mujeres, en la que se verán envueltos todos los familiares de ambas. Las dos mujeres son Pepa Carranza (Carmen Maura), una mujer de barrio con una deuda de €400,000; y Consuelo de la Vega (Mona Martínez), una adinerada vieja que quiere acabar con Pepa.

## Reparto

### Elenco principal
- Carmen Maura como Pepa Carranza
- Salva Reina como Raúl Carranza
- Carmen Ruiz como Lucía Carranza
- Mona Martínez como Consuelo de la Vega
- Javi Coll como Esteban de la Vega
- Cristina Peña como Julieta Laconcha
- Pedro Ángel Roca como Iván Carranza
- Ibrahim Al Shami como Javi Carranza
- Rosario Pardo como Carmina Carranza (Episodio 8 - Episodio 12)
- Ana Verónica Schultz como Valeria
- Michael John Treanor como Andrei

### Elenco secundario
- Miguel Ángel Martín como Jimmy (Episodio 1 - Episodio 13)
- María de Nati como Sara de la Vega (Episodio 1 - Episodio 13)
- Carmen Canivell como Rocío Burgos (Episodio 1 - Episodio 13)
- Fede Rey como Jacobo de la Vega (Episodio 1 - Episodio 13)
- Carla Santalla como Manuela (Episodio 1 - Episodio 2; Episodio 7; Episodio 10; Episodio 13)
- Amapola Núñez como Doña Concha (Episodio 1; Episodio 5; Episodio 7 - Episodio 8)
- Alberto Rodríguez como Gustavo (Episodio 2; Episodio 6; Episodio 8 - Episodio 10; Episodio 13)
- Luis Jaspe como Orlando (Episodio 3 - Episodio 5)
- Óscar Zafra como Miranda (Episodio 3 - Episodio 5; Episodio 7 - Episodio 11; Episodio 13)
- Nico Montoya como Manolo (Episodio 3; Episodio 5; Episodio 8; Episodio 11 - Episodio 12)
- Olaf Jöhnk como Vladimir Rasnikov (Episodio 4 - Episodio 5)
- Elvira Cuadrupani como Directora Banco (Episodio 4; Episodio 6 - Episodio 9)
- Arlette Torres como Noelia (Episodio 5)
- Cinta Ramírez como Fani (Episodio 11 - Episodio 13)

Con la colaboración especial de
- Roberto Mateos como Carlos Alberto (Episodio 1)
- Susanna Griso como Ella misma (Episodio 2)
- Antonio Resines como Él mismo (Episodio 6)
- Ana Pastor como Ella misma (Episodio 13)

## Capítulos
| N.º | Título                              | Dirigido por                        | Escrito por                                                                                      | Fecha de estreno en laSexta | Fecha de preestreno en Atresplayer Premium | Audiencia en laSexta |
| --- | ----------------------------------- | ----------------------------------- | ------------------------------------------------------------------------------------------------ | --------------------------- | ------------------------------------------ | -------------------- |
| 1   | «Todo sobre mi padre»               | Oriol Ferrer                        | Daniel Écija, Jesús Mesas Silva, Jorge Valdano Saénz, Sara Cano, Javier Andrés Roig e Inés París | 26 de octubre de 2023       | 24 de enero de 2021                        | 521 000 (4,7%)       |
| 2   | «Yo no soy esa»                     | Oriol Ferrer y Luis Oliveros        | Daniel Écija, Jesús Mesas Silva, Jorge Valdano Saénz, Sara Cano y Javier Andrés Roig             | 26 de octubre de 2023       | 31 de enero de 2021                        | 324 000 (4,6%)       |
| 3   | «Tequila»                           | Luis Oliveros                       | Daniel Écija, Jesús Mesas Silva, Jorge Valdano Saénz, Sara Cano y Javier Andrés Roig             | 2 de noviembre de 2023      | 7 de febrero de 2021                       | 460 000 (4,2%)       |
| 4   | «Matrioska»                         | David Molina Encinas                | Daniel Écija, Jesús Mesas Silva, Jorge Valdano Saénz, Sara Cano y Javier Andrés Roig             | 2 de noviembre de 2023      | 14 de febrero de 2021                      | 260 000 (3,8%)       |
| 5   | «Algo pasa con Orlando»             | Oriol Ferrer                        | Daniel Écija, Jesús Mesas Silva, Jorge Valdano Saénz, Sara Cano y Javier Andrés Roig             | 23 de noviembre de 2023     | 21 de febrero de 2021                      | 351 000 (3,1%)       |
| 6   | «La cita»                           | David Molina Encinas                | Daniel Écija, Jesús Mesas Silva, Jorge Valdano Saénz, Sara Cano y Javier Andrés Roig             | 23 de noviembre de 2023     | 28 de febrero de 2021                      | 177 000 (2,5%)       |
| 7   | «Atraco a las diez»                 | Pol Rodríguez                       | Daniel Écija, Jesús Mesas Silva, Jorge Valdano Saénz, Sara Cano y Javier Andrés Roig             | 30 de noviembre de 2023     | 7 de marzo de 2021                         | 443 000 (3,8%)       |
| 8   | «Mal rayo te parta»                 | Oriol Ferrer                        | Daniel Écija, Jesús Mesas Silva, Jorge Valdano Saénz, Sara Cano y Javier Andrés Roig             | 30 de noviembre de 2023     | 14 de marzo de 2021                        | 290 000 (3,5%)       |
| 9   | «Il siciliano»                      | Pol Rodríguez                       | Daniel Écija, Jesús Mesas Silva, Jorge Valdano Saénz, Sara Cano y Javier Andrés Roig             | 30 de noviembre de 2023     | 21 de marzo de 2021                        | 218 000 (4,0%)       |
| 10  | «Mala hierba»                       | Oriol Ferrer                        | Daniel Écija, Jesús Mesas Silva, Jorge Valdano Saénz, Sara Cano y Javier Andrés Roig             | 7 de diciembre de 2023      | 28 de marzo de 2021                        | 370 000 (3,3%)       |
| 11  | «Chiquetete»                        | Pol Rodríguez                       | Daniel Écija, Jesús Mesas Silva, Jorge Valdano Saénz, Sara Cano y Javier Andrés Roig             | 7 de diciembre de 2023      | 4 de abril de 2021                         | 277 000 (3,5%)       |
| 12  | «1945»                              | David Molina Encinas                | Daniel Écija, Jesús Mesas Silva, Jorge Valdano Saénz, Sara Cano y Javier Andrés Roig             | 14 de diciembre de 2023     | 11 de abril de 2021                        | 383 000 (3,5%)       |
| 13  | «El segundo entierro de Don Emilio» | Oriol Ferrer y David Molina Encinas | Daniel Écija, Jesús Mesas Silva, Jorge Valdano Saénz, Sara Cano y Javier Andrés Roig             | 14 de diciembre de 2023     | 18 de abril de 2021                        | 234 000 (3,5%)       |

## Producción

### Desarrollo
El 11 de marzo de 2020, Atresmedia Televisión anunció que el productor prolífico Daniel Écija estaba preparando una nueva serie de comedia, provisionalmente titulada Deudas y desengaños, con "tono de culebrón macarra y provocador" para la cadena principal del grupo, Antena 3. Aunque finalmente el 9 de octubre de 2023 se anunció su emisión en abierto en LaSexta. Marca la tercera serie de Écija producida bajo su nueva productora, Good Mood, después de las nuevas temporadas de Estoy vivo (en coproducción con la productora anterior de Écija, Globomedia) y La valla, y la segunda serie íntegra de la productora, después de La valla
Originalmente su rodaje se tenía previsto empezar en abril en la Comunidad de Madrid, pero fue retrasado al 9 de julio de 2020 debido a la pandemia de COVID-19.

### Casting
El 15 de junio de 2020, se anunció que Carmen Maura protagonizaría la serie, interpretando al personaje de Pepa Carranza. Los días 22 y 25 de ese mismo mes, se anunciaron, respectivamente, las incorporaciones de Salva Reina y Carmen Ruiz como Raúl y Lucía, los hijos de Pepa. El 5 de julio de 2020, el actor Miguel Ángel Martín anunció mediante un vídeo en la web de Antena 3 que se había incorporado a la serie como el personaje de Jimmy, avisando a los espectadores que vayan a ver la serie: "sentaos porque es fuerte".

## Lanzamiento y marketing
Atresmedia Televisión desveló las primeras imágenes de Deudas en el FesTVal, junto a las de otras nuevas series del grupo, como Alba o la décima temporada de Los hombres de Paco.
El 23 de diciembre de 2020, Atresmedia anunció que Deudas sería, junto a Alba, La cocinera de Castamar y la tercera temporada de Luimelia, una de las cuatro series que llegarían a Atresplayer Premium a principios de 2021, antes de la primavera de ese año. El 12 de enero de 2021, Atresplayer Premium anunció que la serie se estrenaría en la plataforma el 24 de enero de 2021, a la vez que se sacaron los pósteres.
Originalmente, fue planteado su estreno en televisión tradicional en Antena 3 una vez terminase de emitirse en Atresplayer; sin embargo, el 10 de octubre de 2023 Atresmedia anunció que finalmente se emitiría en laSexta. El 20 de octubre de 2023, laSexta anunció que estrenaría la serie en televisión tradicional el 26 de octubre de 2023, en el prime time de los jueves.

## Recepción

### Crítica
Deudas ha recibido críticas generalmente negativas por parte de los críticos, con la mayoría de los comentarios negativos siendo dirigido a su guion y su estilo de humor. Irene Lucas de Los Lunes Seriéfilos le dio a la serie una crítica particularmente brutal, describiendo su humor como "grosero" y con una "pasmosa falta de gracia", el guion de su primer capítulo como "una sucesión de escenas histriónicas y burdas y un encadenamiento de chistes torpes", y sus pilares narrativos como "demasiado enclenques e insulsos" concluyendo que la serie es un retroceso "hasta la década de los 90 [...] en contenido y forma". José A. Cano de Cine con Ñ fue algo más positivo, pero le dio una crítica más mixta; describió la serie como un "astracán ibérico de los de toda la vida" y diciendo que los secundarios y los antagonistas eran "más entretenidos" que los protagonistas, y concluyó que la serie "no tiene pinta [...] de estreno de Atresplayer Premium. Miguel Ángel Rodríguez de El Televisero, sin embargo, fue mucho más positivo, elogiando su "comedia disparatada", su "llamativa trama" y su "ritmo frenético", así como la interpretación de Carmen Maura; sin embargo, describió algunas de las interpretaciones (sin citar a los actores) como "forzadas". Sergio Navarro de FormulaTV le dio a la serie una crítica negativa, diciendo que las tramas "no son nada sorprendentes ni tan locas" como fue promocionada la serie, describiendo su humor como "ofrecer un gran surtido de palabrotas y no cortarse a la hora de mostrar pechos y penes" y dudando del ingenio de los diálogos; también fue crítico con el casting, diciendo que, aunque "cada pieza funciona individualmente" en su conjunto, "hay algo que no cuadra".
Judith Torquemada de New Magazine fue bastante crítica con la serie y la describió como una "comedia exagerada", diciendo que su guion como "no resulta nunca natural" y los gestos de los intérpretes "nunca son sutiles" y que a la serie "le falta chispa, [...] ritmo al principio y [...] una historia con más fuerza", concluyendo que el mayor impacto que podría aportar es "un entretenimiento tranquilo, sereno, de los que puedes ver una noche cualquiera antes de concluir el día". Albertini de Espinof le dio a la serie dos estrellas de cinco; describió su dirección como "muy convencional" y su historia como "un poco tropezada, [con] directamente alguna mala decisión", y concluyó que a la serie "le falta un poco de fuerza en todo". Álvaro Onieva de Fuera de series fue crítico con el humor y dijo que su historia no era tan extravagante como pretende, sobre todo en comparación con propuestas anteriores como Matadero, Señoras del (h)AMPA y Nasdrovia, pero fue positivo con el reparto, sobre todo con Mona Martínez, y concluyó que, si se busca otra cosa, "probablemente no sentiremos gran pesar por lo que dejamos atrás". Lorenzo Ayuso de Vertele describió el arranque de la serie como "precipitado" y que su narrativa "deja a deber no pocos detalles" y obliga al espectador a "fiar sin demasiados miramientos" el conflicto, y describió la serie en general como un "consumo ligero"; aunque al principio de la crítica citó el esfuerzo de la serie por se graciosa como su "principal obstáculo", al final de la misma dijo que no tenía "certeza sobre el balance definitivo de [la serie]" y aconsejó al equipo creativo de la serie que "una mala gestión [de los recursos de la serie] solo puede llevar a perder el interés".

### Evolución de audiencias
| Temporada | Temporada | Episodio número | Episodio número | Episodio número | Episodio número | Episodio número | Episodio número | Episodio número | Episodio número | Episodio número | Episodio número | Episodio número | Episodio número | Episodio número |
| Temporada | Temporada | 1               | 2               | 3               | 4               | 5               | 6               | 7               | 8               | 9               | 10              | 11              | 12              | 13              |
| --------- | --------- | --------------- | --------------- | --------------- | --------------- | --------------- | --------------- | --------------- | --------------- | --------------- | --------------- | --------------- | --------------- | --------------- |
|           | 1         | 521             | 324             | 460             | 260             | 351             | 177             | 443             | 290             | 218             | 370             | 277             | 383             | 234             |